# Mora försvarsområde
Mora försvarsområde (Fo 54) var ett försvarsområde inom svenska armén som verkade i olika former åren 1947–1955. Försvarsområdesstaben var förlagd i Falu garnison i Falun.

## Historia
Mora försvarsområde bildades den 1 januari 1942 och var direkt underställd militärbefälhavaren för V. militärområdet. Staben vid försvarsområdet delades och var gemensam med Falu försvarsområde. Den 30 juni 1953 upplöstes försvarsområdet och uppgick den 1 juli 1953 Falu försvarsområde.

## Förläggningar och övningsplatser
När försvarsområdet bildades samlokaliserades dess stab med staben för Falu försvarsområde på Stigaregatan 5 7 i Falun. Dock hade försvarsområdesstaben en krigsorganiserad stab fram till den 31 maj 1945 på Hantverkargatan 3 i Mora. Denna leddes av den tidigare chefen för Dalregementet, överste Anders Andén.

## Förbandschefer
Förbandschefen titulerades försvarsområdesbefälhavare och  tjänstegraden överste och var tillika chef för Falu försvarsområde.

- 1942–1949: Överste Karl Hörnfeldt
- 1949–1953: Överste Per Kristian Wik

## Namn, beteckning och förläggningsort
| Mora försvarsområde | 1942-10-01 | – | 1953-06-30 |

| Fo 13 | 1942-10-01 | – | 1953-06-30 |

| Falu garnison (F) | 1942-10-01 | – | 1953-06-30 |